# Platygyra ryukyuensis
Platygyra ryukyuensis är en korallart som beskrevs av Yoshitaka Yabe och Sugiyama 1935. Platygyra ryukyuensis ingår i släktet Platygyra och familjen Faviidae. IUCN kategoriserar arten globalt som nära hotad. Inga underarter finns listade i Catalogue of Life.